# Atopsyche ulmeri
Atopsyche ulmeri är en nattsländeart som beskrevs av Ross 1953. Atopsyche ulmeri ingår i släktet Atopsyche och familjen Hydrobiosidae. Inga underarter finns listade i Catalogue of Life.